# Крумменау (Хунсрюк)
Крумменау (нем. Krummenau) — община в Германии, в земле Рейнланд-Пфальц.
Входит в состав района Биркенфельд. Подчиняется управлению Раунен. Население составляет 165 человек (на 31 декабря 2010 года). Занимает площадь 4,32 км².
- Церковь
- Крумменау (Хунсрюк)